# Joseph Albert (fotógrafo)

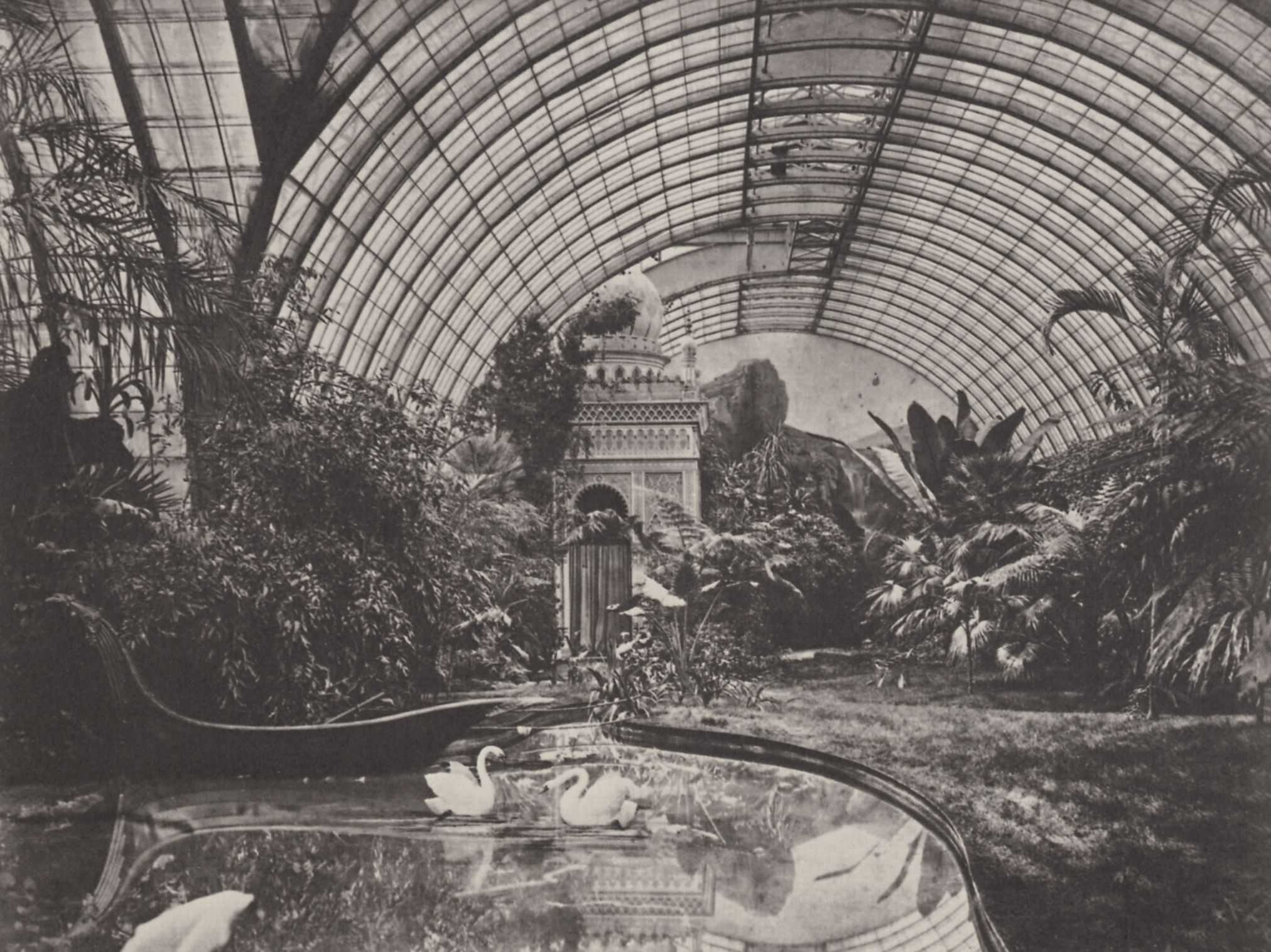
Residencia de invierno de Luis II de Baviera, c. 1870.

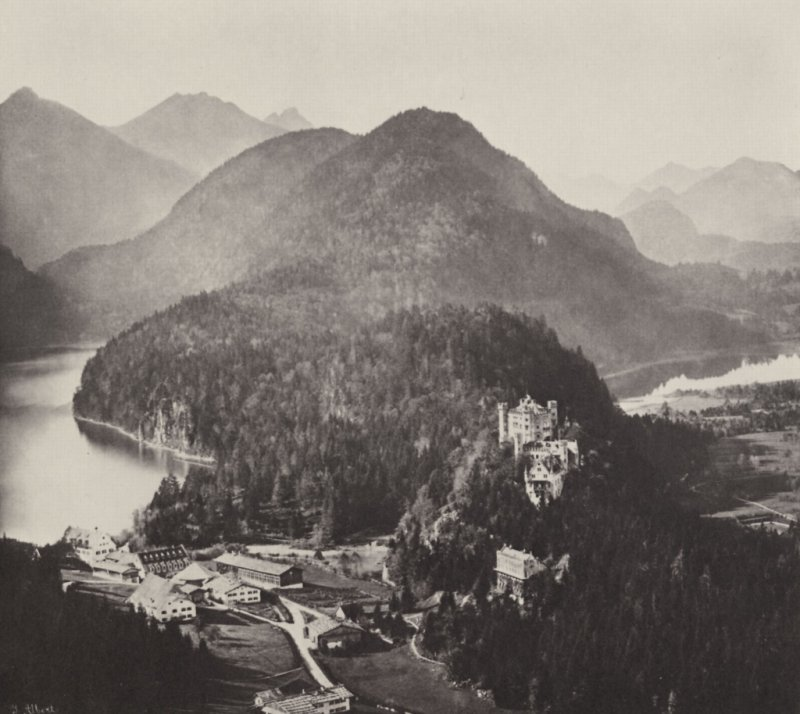
Hohenschwangau, 1857

Joseph Albert (Múnich, 5 de marzo de 1825 - 5 de mayo de 1886) fue un fotógrafo alemán, fotógrafo de la corte del rey de Baviera.

## Biografía
Realizó estudios de arquitectura pero se interesó por la fotografía y fue alumno de Alois Löcherer (1815-1886). 
Fue fotógrafo oficial en la corte de Maximiliano II y de Luis II de Baviera a los que realizó varios retratos oficiales y fotografías de sus residencias.
Perfeccionó en 1868 el proceso de la fototipia por lo que los trabajos realizados por este procedimiento se denominaron «albertipos», que fueron muy populares en la reproducción de pinturas. En 1874 logró las primeras impresiones en tricromía mediante la fototipia en color.
Su tumba se encuentra en el cementerio sur de Múnich.  